# Yllenus albifrons
Yllenus albifrons là một loài nhện trong họ Salticidae.
Loài này thuộc chi Yllenus. Yllenus albifrons được Hippolyte Lucas miêu tả năm 1846.